# Hamaguchi Osachi

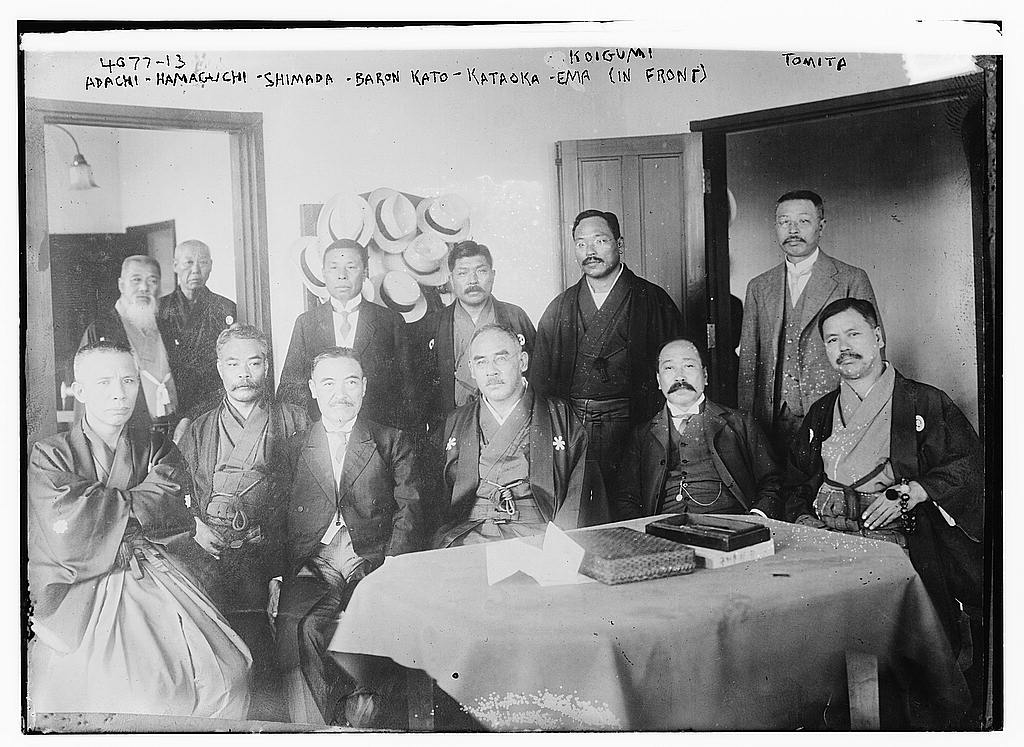
Adachi Kenzō, Osachi Hamaguchi, Toshio Shimada, Baron Kato, Kataoka Naoharu, và Ema Koigumi năm 1916

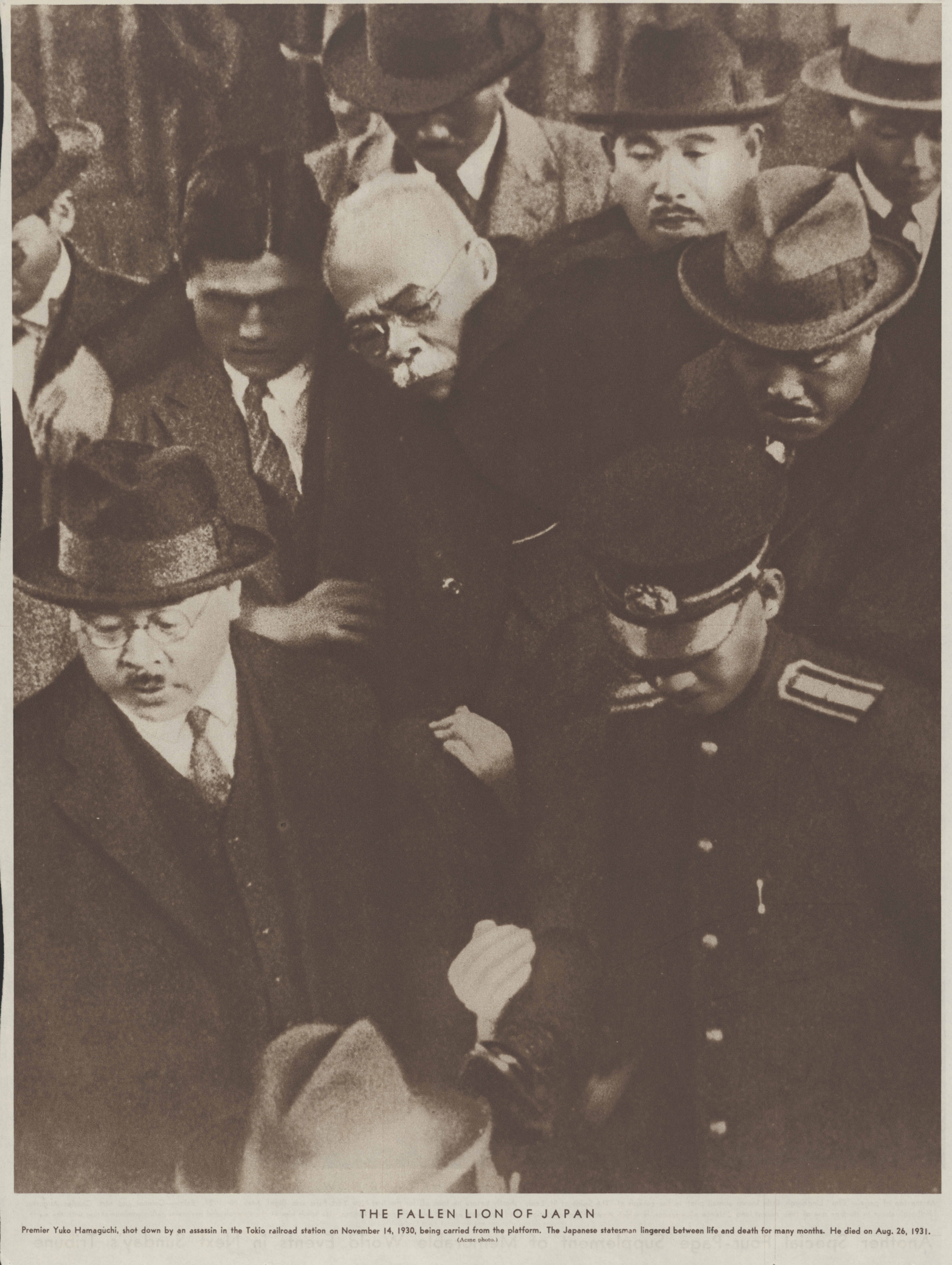
Nỗ lực ám sát Hamaguchi Osachi bên trong ga Tokyo, ngày 14 tháng 11 năm 1930

Hamaguchi Osachi (Kyūjitai: 濱口 雄幸; Shinjitai: 浜口 雄幸, hoặc Hamaguchi Yūkō, 1 tháng 4 năm 1870 – 26 tháng 8 năm 1931) là chính trị gia người Nhật, bộ trưởng nội các và Thủ tướng Nhật Bản từ 2 tháng 7 năm 1929 đến 14 tháng 4 năm 1931. Ông có biệt danh là "Thủ tướng Sư tử" (ライオン宰相 (Lion Tể Tướng) Raion Saishō) do thái độ trang nghiêm và mái tóc giống bờm sư tử của ông, Hamaguchi là lãnh đạo phe Tự do của Rikken Minseitō (Đảng Dân chính Lập hiến) trong giai đoạn "Dân chủ Taishō" giữa hai cuộc thế chiến ở Nhật Bản. Ông sống sót sau vụ ám sát bất thành gây ra bởi một người cuồng tín cánh hữu năm 1930, nhưng qua đời vài tháng sau đó.